# آلکس کاتالان
آلکس کاتالان (اسپانیایی: Alex Catalán‎) فیلم‌بردار اهل اسپانیا است.
از فیلم‌هایی که وی در آن‌ها نقش داشته‌است، می‌توان به کامینو، ۱۸۹۸، آخرین مردان ما در فیلیپین، اتاق در رم، واحد ۷ و لجن‌زار اشاره نمود.